# Lepidurus couesii
Lepidurus couesii är en kräftdjursart som beskrevs av Alpheus Spring Packard 1875. Lepidurus couesii ingår i släktet Lepidurus och familjen Triopsidae. Inga underarter finns listade i Catalogue of Life.